# 양평군 (왕족)
양평군(陽平君, 1498년 ~ 1506년 음력 9월 24일(10월 10일))은 조선의 왕족이다. 연산군의 서장자이자 숙의 이씨의 아들이다.

## 생애

### 가계
1498년(연산군 4년) 조선 제10대 임금인 연산군과 후궁 숙의 이씨의 아들로 태어났다. 성은 이, 이름은 인(仁), 아명은 강수(康壽), 본관은 전주이다.
양평군의 어머니 숙의 이씨는 양성 이씨 출신으로, 중종 때 판의금부사와 좌찬성 등을 역임한 이손과 일가 친척이다. 연산군 폐위 직후인 1506년(중종 원년) 음력 9월 5일 연산군의 숙의를 사저로 돌려보냈다는 기록 말고는 특별한 기록은 없다.

### 왕자 시절
양평군은 어릴 적 강수 아기(康壽阿只)라는 이름으로 불렸다. 양평군은 문종의 딸 경혜공주의 유일한 아들인 정미수의 집과, 어머니 숙의 이씨의 일가 친척인 이손의 집에서 성장하였다. 양평군은 이손을 "아비"라고 부르기도 하였다.
그러나 1506년(연산군 12년) 음력 9월 2일 연산군이 폐위되는 중종반정이 일어났다. 당시 양평군은 이손의 집에 있었는데, 이손은 반정 세력이 양평군을 잡아갈 것이라 생각하고 몰래 자신의 가족들로 하여금 양평군을 지키게 했다. 그러나 그날 오시가 지나면서 양평군의 유모와 보모들이 반정 소식을 듣고는, 양평군을 영춘군의 집으로 데려갔다. 하지만 반정 세력들은 이내 양평군을 찾아내어 수안군으로 유배를 보냈다.
이후 유순, 박원종 등의 반정 세력들은 연산군의 아들들인 폐세자 이황, 창녕대군, 양평군, 이돈수 등을 모두 죽여야 한다고 입을 모았다. 당시 중종은 연산군의 아들들이 모두 나이가 어리니 큰 일은 없을 것이라며 그들을 죽이는데 반대하다가, 이내 반정 세력의 주장에 꺾여 결국 이들을 1506년(중종 원년) 음력 9월 24일 모두 사사하였다. 이때 양평군의 나이 9세였다.
한편 양평군의 부왕 연산군은 반정이 일어나고 약 2달 후인 1506년(중종 원년) 음력 11월 6일 유배지인 교동현에서 사망했다.

## 양평군 사칭 사건
양평군이 사사된지 7년이 지난 1513년(중종 8년) 음력 1월 7일, 당시 15살의 만손(萬孫, 또는 신능손)이라는 자가 나타나 자신이 양평군이라고 주장하였다. 당시 만손은 주장하기를,
"남학동에서 성장하다가 반정이 일어나자 나의 종 보동이 나와 나이가 비슷한 아이를 대신 내어 놓고는, 나를 보자기로 덮어 다른 곳으로 도망친 후 여러 곳을 전전하다가 마지막에는 지리산의 상원사에서 1년을, 이어 묘향산의 보현사에서 다시 2년을 지냈으며, 이때 종 보동이 죽었다. 이어 안주에 있는 원통사로 가서 7일간 지내면서, 그 곳의 스님 죽청에게 내가 왕자였다는 사실을 몰래 말하고 다시 서울로 돌아오려고 하였는데, 죽청은 그러한 나를 당시 곽산에 와있던 궁궐의 종에게 데려갔으나 궁궐의 종은 보지 못하고, 죽청의 동생의 집에서 머문 후 정주에 있는 내수사의 종 효문의 집으로 갔다. 효문에게 내가 왕자였다는 사실을 말하였는데 효문이 이를 소문내자 그 마을의 사람들은 나를 미친 사람 취급하였고, 이때문에 결국 효문의 매부 만복의 집으로 옮겨 갔다. 그리고는 효문이 서생 홍윤평에게 편지를 써 내가 왕자였다는 사실을 알리고, 이어 홍윤평이 그곳의 목사에게 보고한 후 관찰사에게까지 이 일이 전해진 것이다."
라고 하였다. 당시 만손의 말을 들은 사람들은 이렇게까지 자세히 그 행적을 이야기하는 만손에 대해 놀라워하는 한편, 정말로 그가 왕자가 맞는지 의심하였다.
그러나 양평군을 어릴 적부터 키웠던 이손은 자신이 알고 있는 양평군의 신체적인 특징과 만손의 특징이 너무나도 다르기 때문에, 만손은 거짓을 말하고 있는 것이 분명하다고 주장하였다. 양평군은 얼굴 빛깔이 희고 코에 마마자국이 있었으며 귀고리를 꿴 구멍이 크고 넓었는데, 만손은 얼굴이 검고 귀고리를 꿴 구멍이 없었다는 것이다. 결국 자신의 이야기가 거짓임이 탄로난 만손은 이 해 음력 8월 16일 사형을 당하였다.

## 가족 관계
- 조부 : 제9대 성종(成宗大王, 1457~1494, 재위:1469~1495)
- 조모 : 폐비 윤씨(廢妃 尹氏, 1455~1482)
  - 아버지 : 제10대 연산군(燕山君, 1476~1506, 재위:1494~1506)
- 외조부 : 동지중추부사 이공(同知中樞府事 李拱, 생몰년 미상)
- 외조모 : 미상
  - 어머니 : 숙의 이씨(淑儀 李氏, 생몰년 미상)